# Teodor Ładyka
Teodor Ładyka (ur. 1 kwietnia 1926, zm. 6 października 2014) – polski historyk ruchu robotniczego, tłumacz, redaktor.

## Życiorys
W roku akademickim 1949/50 był asystentem Seminarium Ekonomii Politycznej w Wyższej Szkole Handlu Morskiego w Sopocie. W latach 1951–1952 wykładał marksizm-leninizm w Państwowej Wyższej Szkole Muzycznej w Sopocie. W roku akademickim 1954/55 objął kierownictwo Katedry Podstaw Marksizmu-Leninizmu powstałej w ramach Wydziału Historycznego Uniwersytetu Warszawskiego. Pracował w Zakładzie Historii Partii przy KC PZPR i w Instytucie Ruchu Robotniczego w Wyższej Szkole Nauk Społecznych przy KC PZPR. 
Brat Stanisława i Jerzego.
Pochowany 10 października 2014 na cmentarzu komunalnym Północnym w Warszawie (kwatera U-III-4-6-3).

## Wybrane publikacje
- Julian Marchlewski: materiały sesji naukowej z okazji 100 rocznicy urodzin, kom. red. Tadeusz Cieślak, Teodor Ładyka, Feliks Tych, Warszawa : Państwowe Wydawnictwo Naukowe 1968.
- Polska Partia Socjalistyczna (Frakcja Rewolucyjna) w latach 1906–1914, Warszawa: „Książka i Wiedza” 1972.
- Berthold Puchert, Działalność niemieckiej IG Farbenindustrie w Polsce : problemy polityki gospodarczej faszyzmu niemieckiego w okupowanej Polsce w latach 1939–1945 ze szczególnym uwzględnieniem IG Farbenindustrie AG, z niem. przeł. Teodor Ładyka i Maria Meglicka, Warszawa: „Książka i Wiedza” 1973.
- Historyczne doświadczenia KPZR i ZSRR, zespół aut. Jerzy Ciepielewski, Janusz W. Gołębiowski, Teodor Ładyka, pod red. T. Ładyki, Warszawa: „Książka i Wiedza” 1975.
- Światowy system socjalistyczny, (współautorzy: Norbert Kołomejczyk, Adam Koseski), Warszawa 1975.
- Kraje rozwijające się : prawidłowości, tendencje i perspektywy, tł. z ros. Teodor Ładyka, Warszawa: Państwowe Wydawnictwo Naukowe 1977.
- Metodologiczne problemy ekonomii politycznej socjalizmu, pod red. L. I. Abałkina, przekł. z ros. Teodor Ładyka, Warszawa: PWN 1983.
- Przed XXVII Zjazdem KPZR [Komunistycznej Partii Związku Radzieckiego] : nowa redakcja programu KPZR, propozycje zmian w statucie, kierunki rozwoju gospodarczego i społecznego ZSRR [Związku Socjalistycznych Republik Radzieckich] na lata 1986–1990 i na okres do roku 2000, Warszawa: „Książka i Wiedza” 1986.

## Odznaczenia i nagrody
- Medal 10-lecia Polski Ludowej (1955)[7]
- Nagroda „Trybuny Ludu” (zespołowa) dla autorów i redaktorów książki Międzynarodowy ruch robotniczy (1976)[8]